# Derek Watt
Derek John Watt (geboren am 7. November 1992 in Waukesha, Wisconsin) ist ein ehemaliger US-amerikanischer American-Football-Spieler, der auf der Position des Fullbacks spielte. Er spielte College Football an der University of Wisconsin–Madison und wurde 2016 in der sechsten Runde des NFL Drafts von den San Diego Chargers gedraftet. Von 2020 bis 2022 spielte er bei den Pittsburgh Steelers. Seine beiden Brüder J. J. Watt und Steelers-Teamkollege T. J. Watt spielten bzw. spielen auch aktiv in der National Football League (NFL).

## Highschool und College
Watt besuchte die Pauwakee High School und spielte in der dortigen Footballmannschaft. Zu diesem Zeitpunkt seiner Karriere wurde er jedoch noch hauptsächlich als Linebacker oder als Runningback eingesetzt.
Im College etablierte sich Watt dann in der Position des Fullbacks. Derek Watt spielte in den Jahren 2011 bis 2015 bei den Wisconsin Badgers an der University of Wisconsin–Madison. In dieser Zeit war das Team für ihren starken Laufangriff hinter Runningback Melvin Gordon bekannt, der 2014 unter anderem den Doak Walker Award als bester Runningback der Saison gewann, unterstützt durch Watts Vorblocken als Fullback. Auch im Passspiel erfüllte er in der Saison 2012 mit 12 gefangenen Pässen für 150 Yards Raumgewinn eine Rolle. In der Saison 2013 erzielte er in vier Spielen 20 Yards mit drei Catches, 2014 konnte er sich an nur 3 Spielen beteiligen, da er wegen einer Fußverletzung ausfiel. In der Saison 2015 schloss er seine College-Karriere mit 139 Yards bei 15 gefangenen Pässen in über neun Spielen ab.

## NFL
Watt wurde in der sechsten Runde des NFL Draft 2016 von den damaligen San Diego Chargers (seit 2017 Los Angeles Chargers) an 198. Stelle ausgewählt. Dort wurde er mit seinem alten College-Teamkollegen Melvin Gordon wiedervereint, der im vorherigen Jahr im NFL Draft 2015 von dem Team in der ersten Runde an 15. Stelle ausgewählt wurde.

### San Diego / Los Angeles Chargers
Sein NFL-Debüt gab Watt im ersten Saisonspiel 2016 der Chargers gegen die Kansas City Chiefs. Watt spielte in allen 16 Spielen seiner ersten Saison und schloss diese mit vier gefangenen Bällen für insgesamt 83 Yards Raumgewinn ab. Auch in der Saison 2017 nahm Watt an allen 16 Spielen teil und beendete diese mit sechs versuchten Läufen für 24 Yards erzielten Raumgewinn und zwei gefangenen Bällen für 35 erzielte Yards. 2018 erreichte in 16 Spielen insgesamt 13 Yards. In seiner letzten Saison mit den Chargers 2019 erzielte Watt über die Saison einen erlaufenen Touchdown und drei gefangene Bälle für 32 Yards.

### Pittsburgh Steelers
Am 26. März 2020, unterschrieb Derek Watt einen Dreijahresvertrag bei den Pittsburgh Steelers im Wert von insgesamt 9,75 Millionen US-Dollar. Bei den Steelers wurde Derek mit seinem Bruder T. J. Watt vereint, der dort seit 2017 in der Position des Outside Linebackers spielt. Offensiv konnte Watt in seinen Saisons bei den Steelers nur wenig Erfolg verbuchen. 2020 erzielte Watt keine Yards und 2021 insgesamt 16 Yards über drei Fänge und einen Lauf verteilt. Watt fand bei den Steelers vor allem in den Special Teams Nutzen, weshalb er auch 2021 zum Kapitän der Special Teams ernannt wurde.

### Karriereende
Nachdem er in der Saison 2023 nicht gespielt hatte, gab Watt am 12. März 2024 sein Karriereende bekannt.